# 维也纳兽医大学
维也纳兽医大学（德文：Veterinärmedizinische Universität Wien, VUW；英文：University of Veterinary Medicine Vienna）成立于1767年，当时世界上第三所专门的兽医学校，仅次于里昂的École nationale vétérinaire d'Alfort和米兰的Ludovico Scotti，最初名为帝国皇家马术治疗和外科学校（k. k. Pferde-Curen- und Operationsschule）。如今，大学有约2,800学生和约600雇员，还在维也纳以外经营着教学和研究农场。